# Bryum microimbricatum
Bryum microimbricatum är en bladmossart som beskrevs av Harumi Ochi 1982. Bryum microimbricatum ingår i släktet bryummossor, och familjen Bryaceae. Inga underarter finns listade i Catalogue of Life.